# Lahane
Lahane ist ein Stadtteil der osttimoresischen Landeshauptstadt Dili.

## Geographie
Lahane liegt in den Bergen, anderthalb Kilometer südlich des Stadtzentrums von Dili, auf einer Meereshöhe von 376 m. Es teilt sich auf in die Sucos Lahane Ocidental (West-Lahane, Verwaltungsamt Vera Cruz) und Lahane Oriental (Ost-Lahane, seit 2004 Verwaltungsamt Nain Feto). Lahane Ocidental ist als urban definiert, Lahane Oriental nicht.

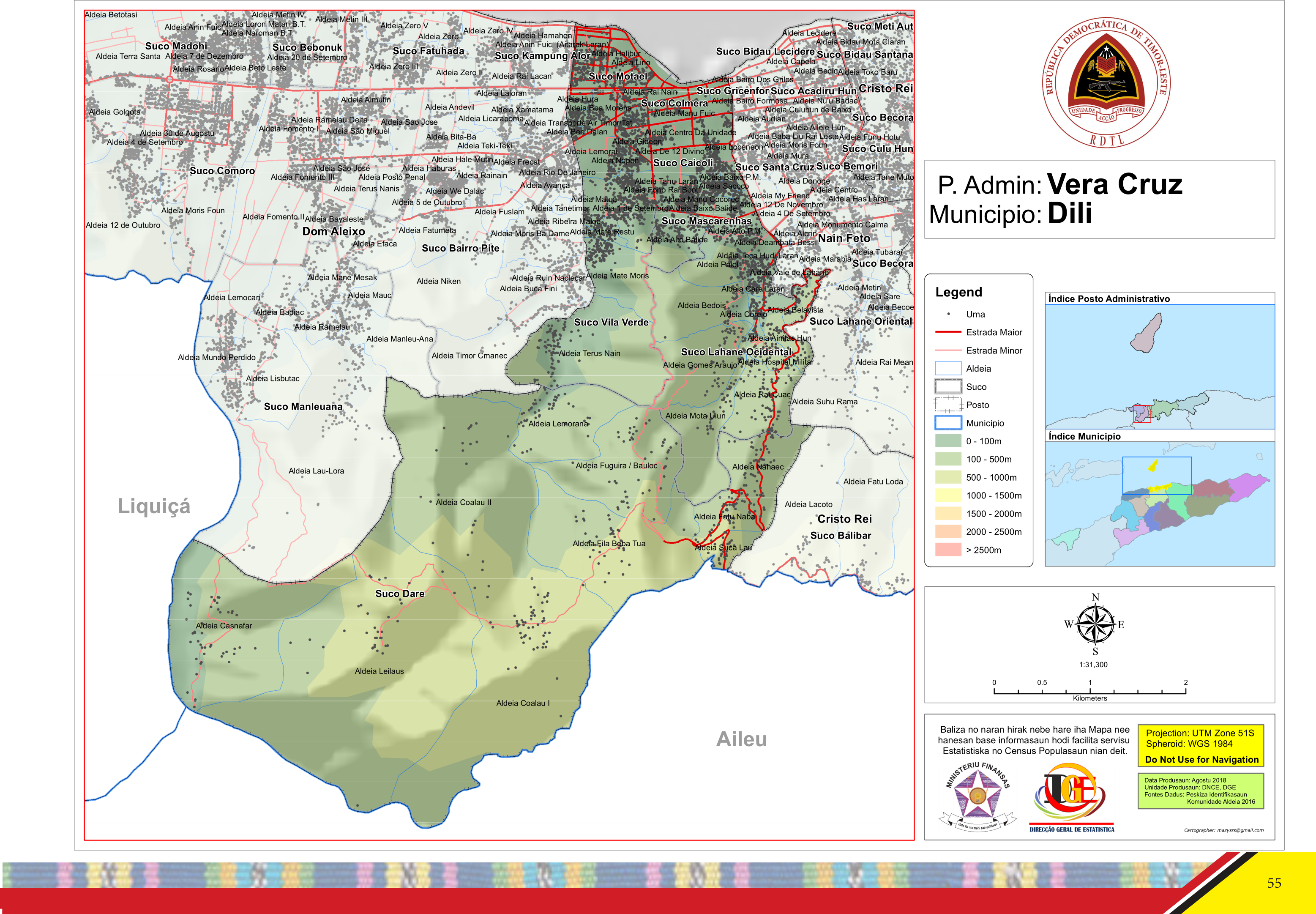
Das Verwaltungsamt Vera Cruz mit Lahane Ocidental
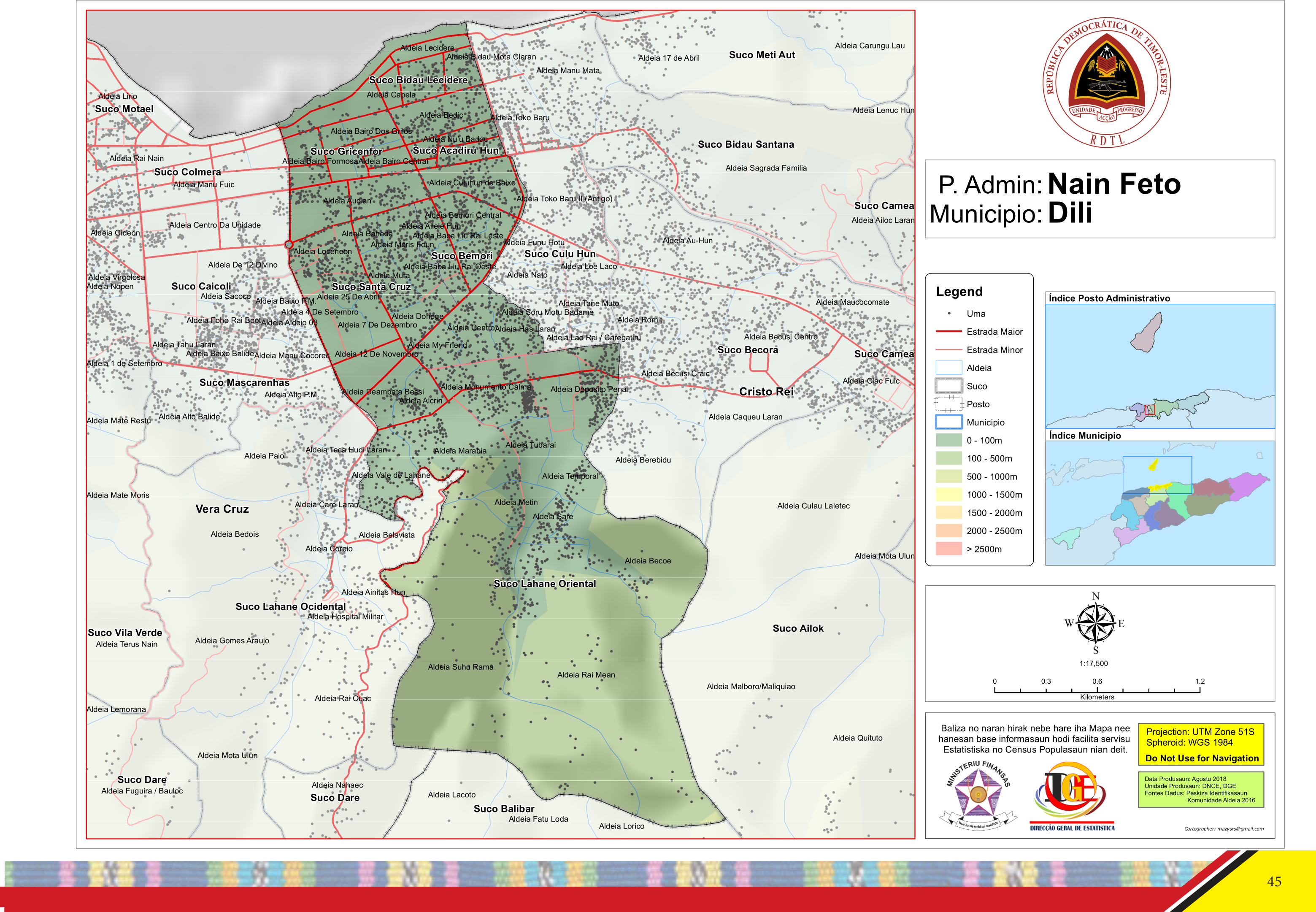
Das Verwaltungsamt Nain Feto mit Lahane Oriental

## Geschichte

Colégio da Missão in Lahane (1901)

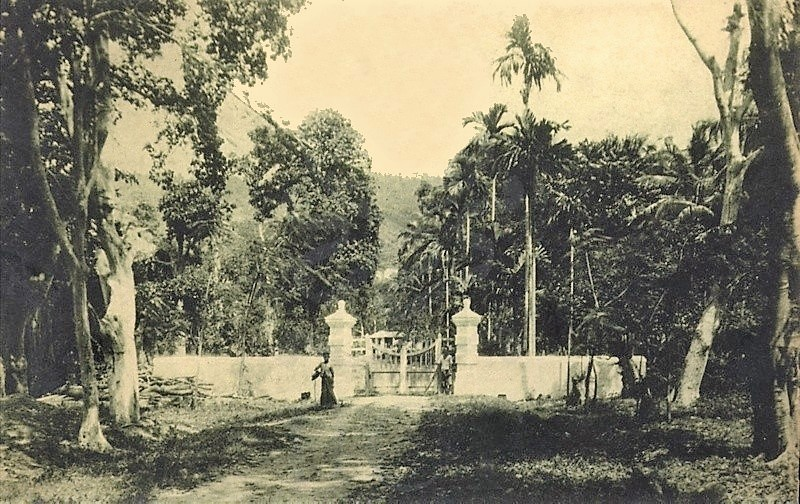
Tor zum Park der Mission

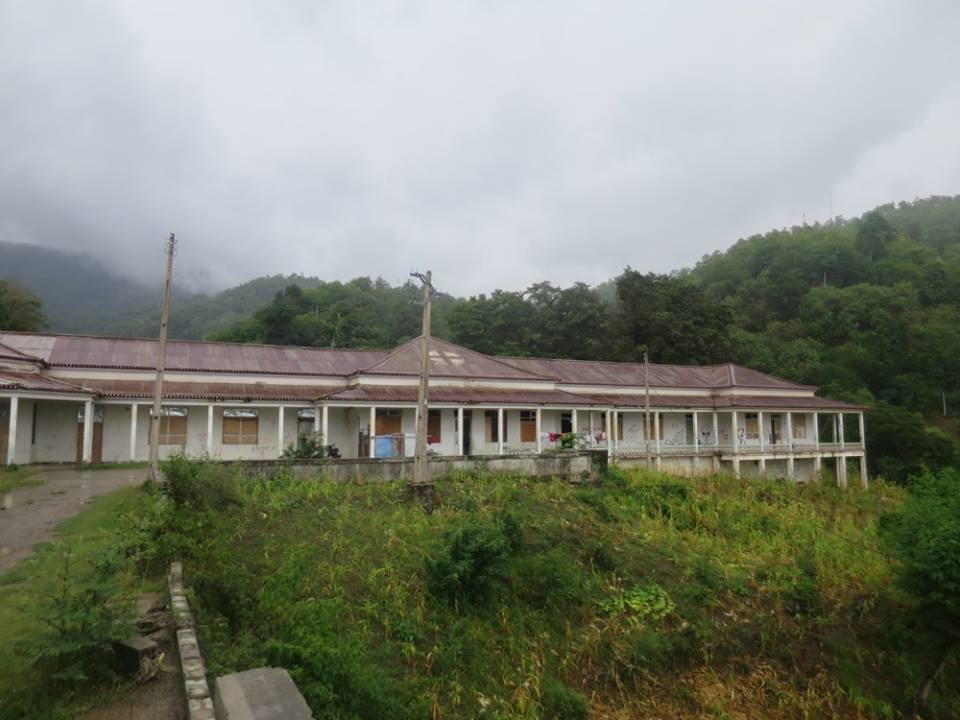
Krankenhaus von Lahane (2017)

Der portugiesische Gouverneur Afonso de Castro (1859 bis 1861 und 1862 bis 1863) errichtete in Lahane die neue Residenz des Gouverneurs (Palácio de Lahane) und begann 1860 den Bau des Krankenhauses von Lahane (Antigo Hospital Português). Das Krankenhaus in Lahane war in drei Bereiche aufgeteilt: Einer für Europäer für vier Rupien, einer für Chinesen für drei Rupien und einer für Einheimische für zwei Rupien pro Tag. Ein Australier beschreibt 1877 das Krankenhaus als ein großes, luftiges und sauberes Gebäude, in dem den Kranken viel Aufmerksamkeit geschenkt wurde. Außerdem wurden unter Gouverneur José Manuel Pereira de Almeida (1863 bis 1864), eine Missionsschule, die Brücke und die Straße zwischen Dili und Lahane fertiggestellt.
1869 wütete eine Choleraepidemie in Dili. Gouverneur João Clímaco de Carvalho (1870 bis 1871) dachte deswegen zeitweise über eine komplette Verlagerung der Hauptstadt in das klimatisch günstiger und weniger ungesunde Lahane. Doch die Einwohner wollten aufgrund der Wasserversorgung nicht. In Dili hatte fast jedes Haus einen Brunnen, in Lahane musste man das Wasser von einem etwas entfernten Fluss holen. Die Missionsschule für die Söhne einheimischer Herrscher (Liurai) wurde unter Generalvikar António Joaquim de Medeiros 1879 für 16.000 Rupien in (nach Worten Medeiros) „der Eleganz klassischer Architektur“ neu errichtet. Sie verfügte nun über Wohngebäude, ein Missionsarchiv und die erste Bücherei auf Timor.
1887 wurde Gouverneur Alfredo de Lacerda Maia von einer Gruppe Moradores in einem Hinterhalt auf der Straße zwischen Dili und Lahane ermordet. Es war der Beginn der Revolte der Moradores.
Bis zum Ende des 19. Jahrhunderts entstanden in Lahane, jenseits des malariaverseuchten Tieflands, mehrere Häuser im Kolonialstil und Regierungsgebäude. 1927 stand in Lahane die Residenz des Gouverneurs.
Im Zweiten Weltkrieg wurde Lahane, im Verlauf der Schlacht um Timor, von der australischen Luftwaffe bombardiert.
Am 20. November 1992 wurde Xanana Gusmão, der Führer der osttimoresischen Widerstandsbewegung FALINTIL, bei einer großangelegten Aktion des indonesischen Militärs TNI mit 40.000 Soldaten in einem Haus in Lahane gefangen genommen.

## Persönlichkeiten
- Paulo Remédios (* 1959), Politiker und Jurist